# José Carvalho (atleta)
José Carvalho (nascido em 15 de junho de 1953) é um atleta de barreiras e velocista português. Ele competiu nos 400 metros e nos 400 metros com barreiras nos Jogos Olímpicos de Verão de 1976.